# Жила, Владимир Михайлович
Владимир Михайлович Жила — советский хозяйственный деятель, полный кавалер ордена Трудовой Славы.

## Биография
Родился в 1938 году. Член КПСС.
В 1960—2009 годах — водитель, бригадир водителей Харьковского автобусного парка № 1 Министерства автомобильного транспорта Украинской ССР.
Указами Президиума Верховного Совета СССР от 22 апреля 1975 года и 2 апреля 1981 года соответственно за досрочное выполнение социалистических обязательств награждён орденами Трудовой Славы III и II степеней.
Лауреат Государственной премии Украинской ССР за выдающиеся достижения в труде 1981 года (в составе коллектива).
Указом Президиума Верховного Совета СССР от 14 августа 1986 года награждён орденом Трудовой Славы I степени, став полным кавалером ордена Трудовой Славы.
Делегат XXVII съезда КПСС.
Жил в Харькове.